# 왼관상동맥
왼관상동맥(left coronary artery, 약칭 LCA)은 대동맥판막 왼쪽 첨판(cusp) 위쪽의 대동맥에서 시작되는 관상동맥으로, 심장 왼쪽 부분의 심근에 혈액을 공급한다. 다른 영어 이름으로는 'left main coronary artery'(LMCA), 'left main stem coronary artery'(LMS)가 있다.

## 가지

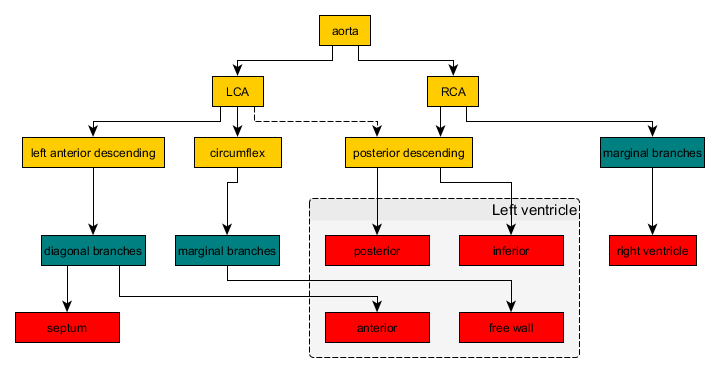
관상동맥의 흐름

왼관상동맥의 일반적으로 10~25mm 정도 주행하며, 이후 그리고 왼앞내림동맥(LAD, 앞심실사이동맥)과 왼관상동맥 휘돌이가지(LCx)로 갈라진다. 때로는 이 갈라지는 지점(분기점)에서 추가적인 동맥이 갈라져 나오기도 하며, 이 추가적인 동맥을 가지(ramus)나 중간동맥(intermediate artery)이라고 한다.
대동맥과 분기점 사이에 있는 부분만 'left main artery'라고 하는 반면, 'left coronary artery'라는 용어는 대동맥과 분기점 사이 부분만 나타내기도 하고, 모든 가지들을 포함해서 부르는 용어로 사용되기도 한다.
간혹 첫째 사이막가지(first septal branch)가 있다고 설명되기도 한다.

## 추가 이미지

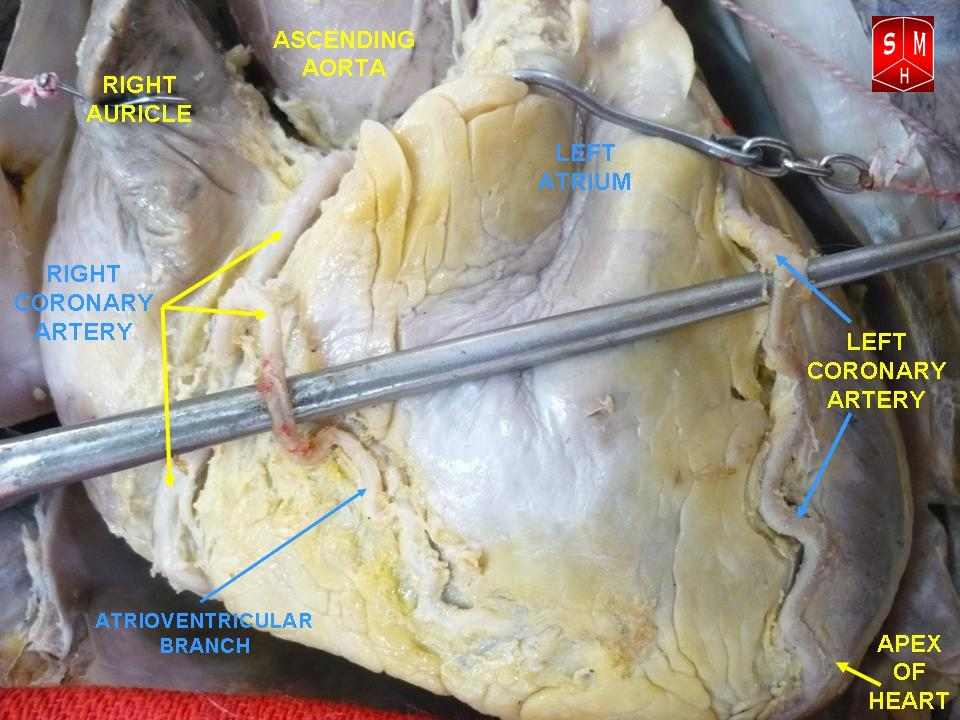
왼관상동맥.
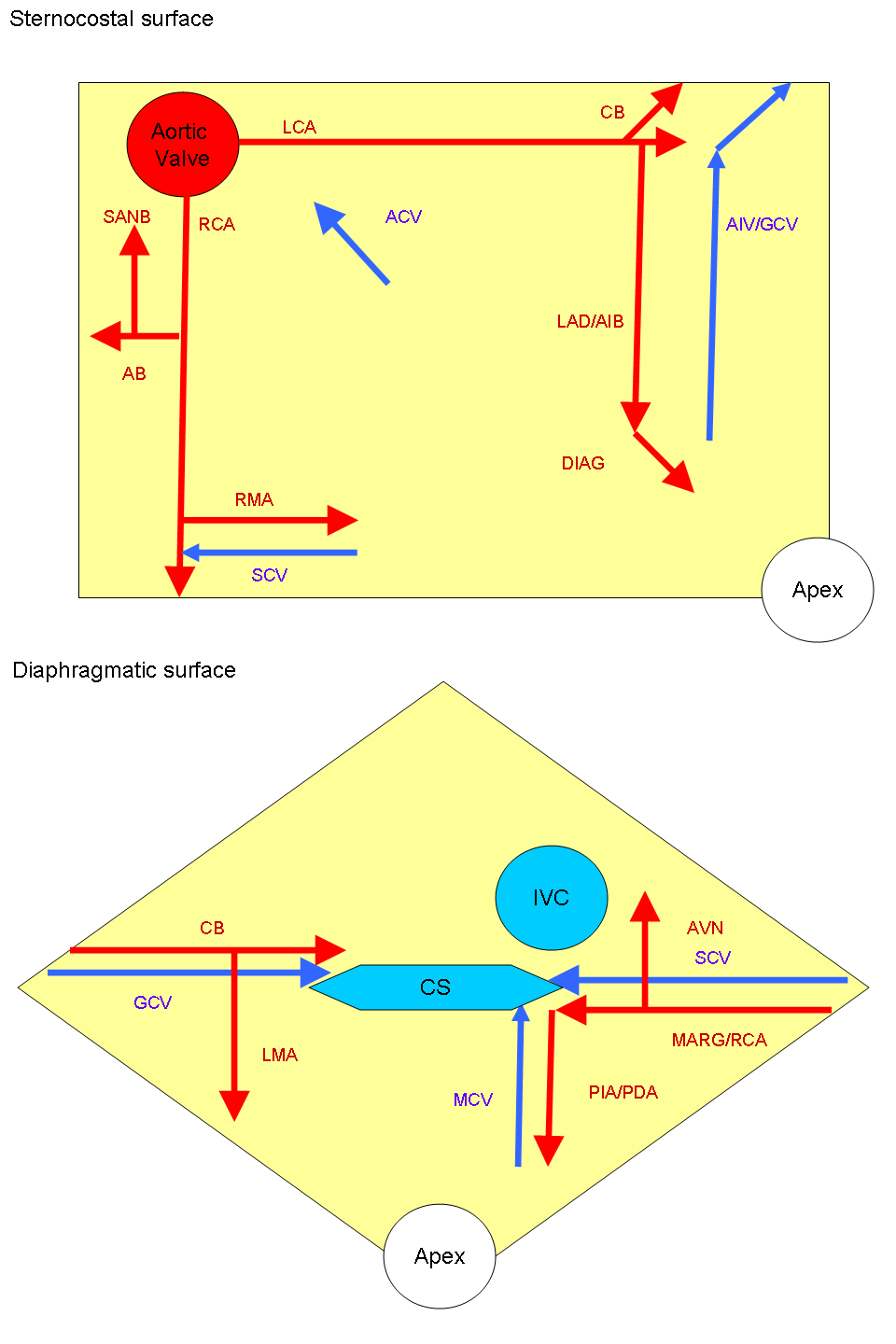
심장 혈관의 구조.
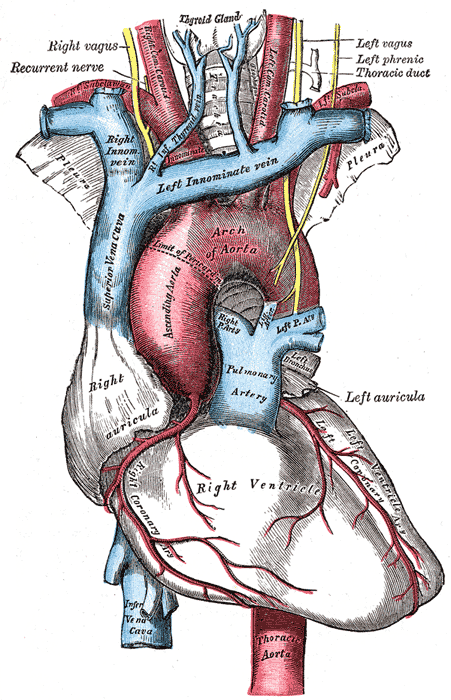
대동맥활과 그 가지.
대동맥활 근처의 모식도.
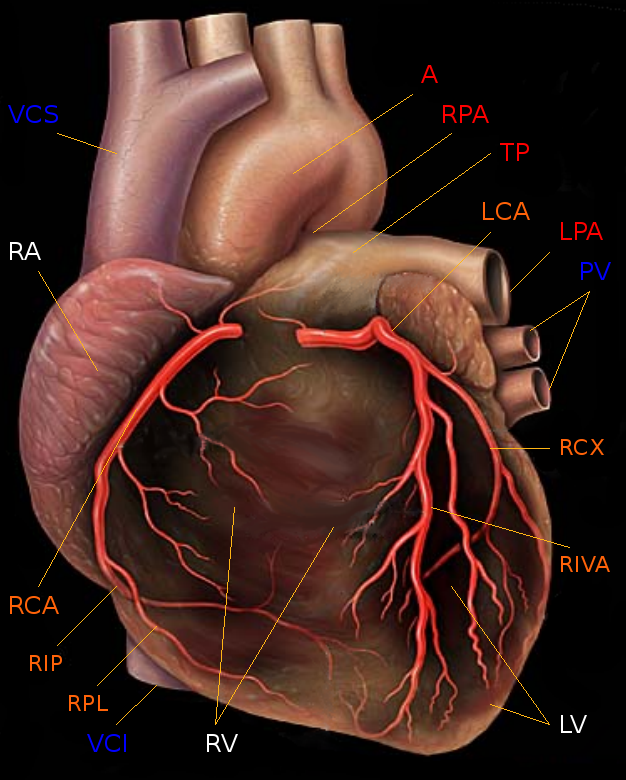
관상동맥이 표시된 인간의 심장.
심장 왼쪽 측면의 관상동맥 모식도.
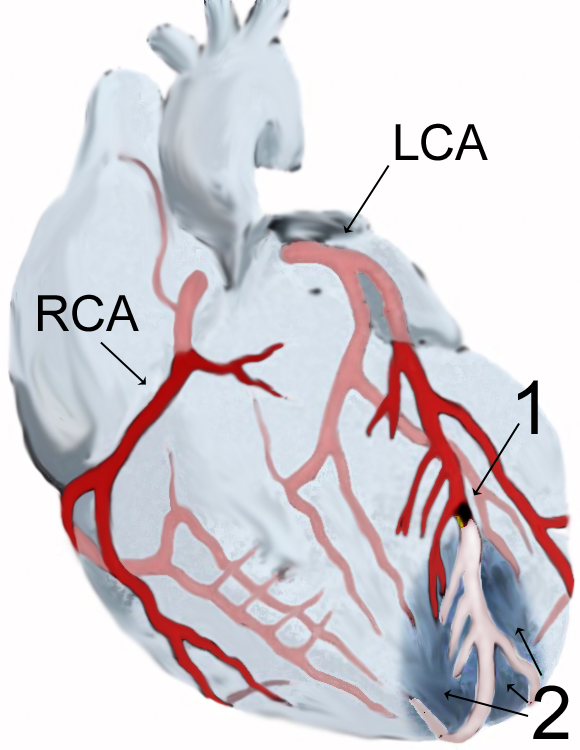
심근경색이 일어나는 동맥의 모습.
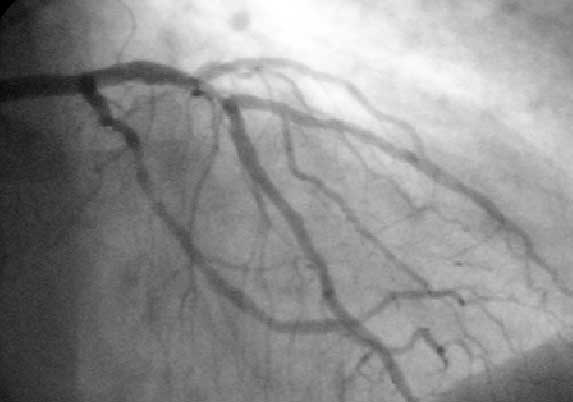
LMCA, LAD, LCX를 보여주는 관상동맥 조영술
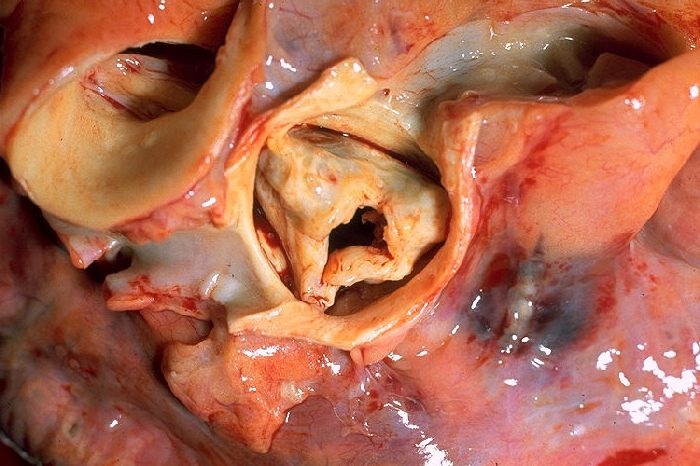
관상동맥 몸쪽 부분을 보여주는 부검 표본.
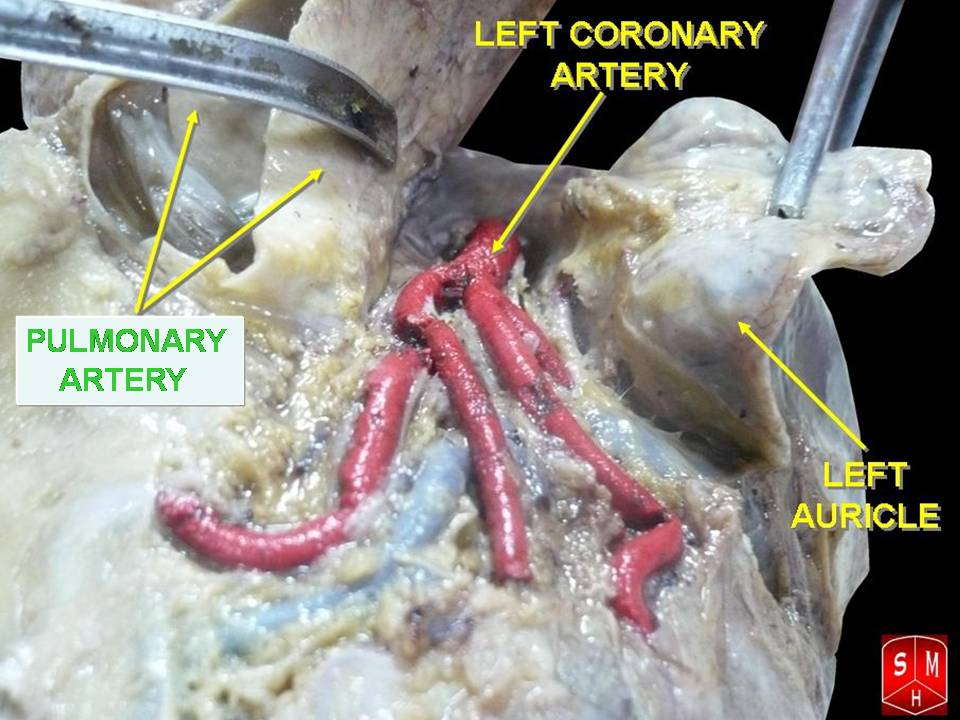
왼관상동맥.
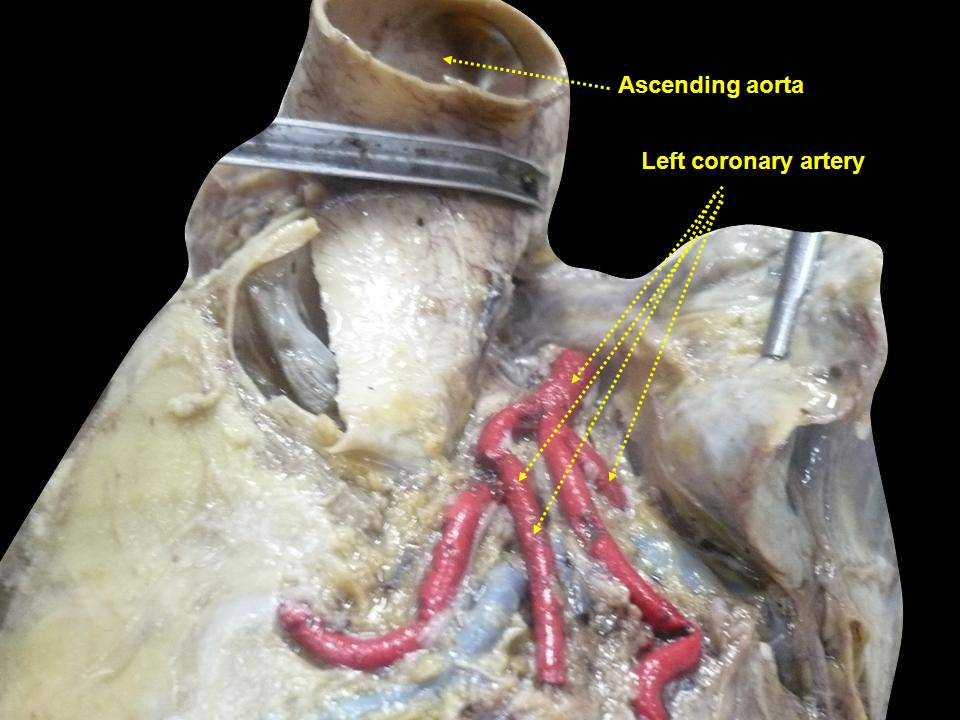
왼관상동맥. 플라스티네이션 기법을 이용한 사진.
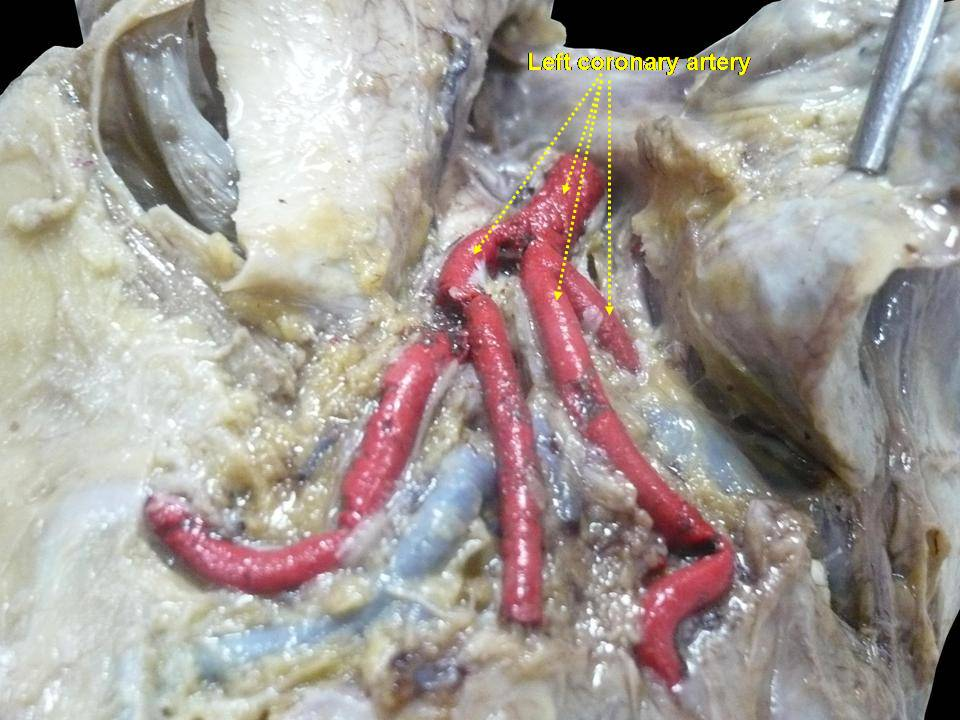
왼관상동맥. 플라스티네이션 기법을 이용했다.

## 같이 보기
- 관상순환